# Юго-Восточная Анатолия
Юго-Восточная Анатолия (тур. Güneydoğu Anadolu Bölgesi) — один из 7 географических (статистических) регионов Турецкой Республики. 
Включает 9 илов (провинций). На юге граничит с Сирией и с Ираком (с Южным Курдистаном). В основном населен регион курдами и арабами.

## Состав
В регион входят следующие илы (провинции):
- Адыяман;
- Батман;
- Диярбакыр;
- Газиантеп;
- Килис;
- Мардин;
- Шанлыурфа;
- Сиирт;
- Ширнак;

## Население
Численность населения региона по состоянию на 1 января 2014 года составляет 8 096 352 человек, что значительно ниже, чем в 2011 году (в 2011 — 9 118 920 г.).
| №  | Ил (провинция) | Население, чел. (2018) |
| -- | -------------- | ---------------------- |
| 01 | Адыяман        | 624 513                |
| 02 | Батман         | 599 103                |
| 03 | Диярбакыр      | 1 732 396              |
| 04 | Газиантеп      | 2 028 563              |
| 05 | Килис          | 142 541                |
| 06 | Мардин         | 854 716                |
| 07 | Шанлыурфа      | 2 035 809              |
| 08 | Сиирт          | 331 670                |
| 09 | Ширнак         | 580 158                |
|    | Всего          | 8 929 469              |

### Этнический состав
Большинство населения региона составляют курды, удельный вес которых превышает 64,1% от всего населения региона или более 5,8 млн. человек, включая курдов-заза, населяющих здесь преимущественно илы Диярбакыр (восток), Шанлыурфа (север), Адыяман (восток) и другие. В приграничных с Сирией илах проживают также арабы (илы Шанлыурфа, Мардин, Батман, Сиирт, Ширнак и др.) и юрюки (илы Газиантеп, Килис, Шанлыурфа). Турки преобладают в западных илах региона: Газиантеп, Килис и Адыяман, значительно присутствуя также в илах Шанлыурфа и Диярбакыр.
| №  | Этническая группа                                     | Численность | %    |
| -- | ----------------------------------------------------- | ----------- | ---- |
| 01 | Курды                                                 | 6 845 228   | 77.1 |
| 02 | Арабы                                                 | 1 166 811   | 10.1 |
| 03 | Турки                                                 | 779 693     | 8.9  |
| 04 | Другие (черкесы, туркоманы, ассирийцы, армяне и т.д.) | 327 188     | 3.6  |
|    | Всего                                                 | 9 118 920   | 100  |

До начала XX века на этих территориях присутствовали крупные общины сирийских христиан, курдов-езидов и армян. Так, в конце XIX века население региона достигала более полмиллиона человек, из которых 47 — 62% были курдами, 18 — 24% ассирийцами и халдеями, 9 — 12 армянами, 6 — 9 арабами и 5 — 8% людей, происходивших из тюркских племен.